# La Forteresse assiégée (roman)
Pour le film du même nom, voir La Forteresse assiégée.
La Forteresse assiégée (sinogramme simplifié : 围城 ; chinois traditionnel : 圍城 ; pinyin : wéi chéng) est une comédie de mœurs écrite par Qian Zhongshu, publiée en 1947. Elle est largement considérée comme l'une des pièces maîtresses de la littérature chinoise du XXe siècle.
Le livre est un récit satirique de la classe moyenne chinoise des années 1940. Le titre provient d'une maxime française (Pierre-Marie Quitard) : « Le mariage est une forteresse assiégée, ceux qui sont dehors veulent y entrer, ceux qui sont dedans veulent en sortir. » Le personnage principal du récit est l'étudiant Fang Hong-Chien, de retour en Chine après plusieurs années passées en Europe. Ayant échoué à obtenir son diplôme, Fang Hong-Chien (dans la romanisation Wades-Giles) a acheté son diplôme à une pseudo-université américaine avant de rentrer à Shanghai sur un paquebot de ligne. Le récit débute par ses aventures sentimentales sur le bateau, et se poursuit avec son arrivée à Shanghai. Après avoir végété pendant quelque temps, Fang-Hong Chien parvient à obtenir un poste dans une université nouvellement créée. Il voyage dans la Chine en guerre pour rejoindre son poste, en compagnie de quelques collègues, dont on comprendra bientôt la médiocrité et la mesquinerie. La troisième partie du récit présente la vie quotidienne dans cette petite université, marquée par les rivalités entre collègues, les intrigues sentimentales et l'absurdité de l'administration. Dans la dernière partie, Fang Hong-Chien épouse une collègue, avant d'entamer un mariage raté. La dernière partie du livre, qui se déroule à Shanghai, décrit le délitement du couple.

## Traductions
- Zhongshu Qian (trad. Sylvie Servan-Schreiber et Wang Lou), La Forteresse assiégée : Wéi chéng [« 围城 (Wéi chéng) »], Paris, Christian Bourgois Editeur,‎ 1987, 424 p. (ISBN 9782267004830)